# Richard Sears (oncle Hanzi)
Pour les articles homonymes, voir Richard Sears (homonymie).
Richard Sears, connu en Chine sous le nom d'oncle Hanzi (chinois simplifié : 汉字叔叔 ; pinyin : hànzì shūshu ; litt. « oncle Hanzi » où Hanzi signifie « caractères chinois »), est un expatrié américain célèbre pour avoir répertorié un grand nombre de caractères chinois anciens sur son site Internet Chineseetymology.com.

## Histoire et reconnaissance
Né dans les années 1950 dans l'Oregon, Richard Sears a obtenu une licence en sciences physiques ainsi qu'un master en informatique. Il a décidé de partir pour Taïwan dans les années 1970. Il a commencé à étudier les caractères chinois dans les années 1990 et a établi son site Web en 2003. Il a rencontré des difficultés pour maintenir ce site en marche, cependant, après avoir gagné de la popularité grâce à Internet en 2011, il a commencé à recevoir des donations, particulièrement de la part de personnes individuelles.
En 2011, un utilisateur d'Internet est tombé sur son site et a commencé à écrire à son sujet sur Weibo, l'équivalent chinois de Twitter. De ce fait, le nombre de visiteurs individuels sur son site est passé de 15 000 à 600 000. 
L'accès à la célébrité de Richard Sears a commencé le 1er août 2011, alors qu'une personne a écrit un message de demande d'aide à son sujet sur le site de microblogging en question. Le message en question faisait état de la situation de pauvreté de Richard Sears, qui avait consacré vingt ans ainsi que la plupart de ses économies à entretenir son site Internet, et se trouvait à présent forcé de quitter la Chine pour cause d'expiration de son visa. Un appel à l'aide afin de lui permettre de trouver un poste à Tianjin était diffusé dans ce message.
Par la suite, Richard Sears a obtenu des entretiens auprès de divers patrons au sujet de propositions de postes. Un documentaire a été diffusé à son sujet par la chaîne de télévision de Tianjin (天津电视台). 
Richard Sears est connu pour sa collection de fontes de caractères issues des artefacts préhistoriques (史前古器物) s'étalant sur près de mille ans d'histoire. Il a été le premier à effectuer le catalogage numérique du « Liu Shu Tong » (六书通) qui répertorie un grand nombre de caractères anciens issus des époques Han et Qin. 
Son site Internet (Chineseetymology.org) regroupe maintenant plus de 100 000 anciens formats issus de 9 000 caractères chinois. 

## Vie privée et vision personnelle
Richard Sears a déclaré avoir décidé d'étudier les caractères chinois sous l'emprise de la drogue connue sous le nom d'acide.
Il a occupé différents postes, allant de professeur d'anglais à Taïwan à chercheur en sciences physiques dans un laboratoire national en Oregon, en passant par programmeur informatique dans la Silicon Valley. Cependant sa passion principale est restée l'étude des caractères chinois.
Il a dépensé ses ressources de 300000 dollars US pour la recherche et la maintenance de son site Internet consacré à l'étymologie chinoise. Ses deux épouses taïwanaises ont choisi le divorce, estimant que sa passion était une perte de temps et d'argent.
Richard Sears déclare étudier la « psychologie cognitive de la reconnaissance des caractères », une façon de voir les caractères qui n'a, selon lui, pas été envisagée par les Chinois. 
Entre 1990 et 1994, Richard Sears a souffert d'attaques cardiaques le conduisant à subir une série d'opérations chirurgicales. À ce moment, les médecins disaient qu'il ne lui restait plus longtemps à vivre, dès lors il a formulé la volonté de consacrer le temps qui lui restait à vivre à mettre le Shuowen Jiezi (le premier dictionnaire chinois à s'intéresser à l'étymologie des caractères) sous forme numérique. 

## Critiques académiques
Guo Yongbing, professeur au Centre de recherches pour les documents découverts et les caractères chinois anciens à l'université Fudan, a déclaré que l'arrangement des caractères chinois existant sur le site Internet de Richard Sears était incohérent sur le plan historique. 